# Coenosia acuticornis
Coenosia acuticornis este o specie de muște din genul Coenosia, familia Muscidae, descrisă de Stein în anul 1910. Conform Catalogue of Life specia Coenosia acuticornis nu are subspecii cunoscute.